# دونهام جاكسون
دونهام جاكسون (بالإنجليزية: Dunham Jackson)‏ هو رياضياتي أمريكي، ولد في 24 يوليو 1888 في Bridgewater, Massachusetts ‏ في الولايات المتحدة، وتوفي في 6 نوفمبر 1946.